# Laze, Novo mesto
Laze so naselje v Občini Novo mesto.
Obcestna vas v južnem delu novomeške občine leži ob cesti Uršna sela - Semič in železniški progi Novo mesto - Črnomelj. Na južnem robu vasi stoji cerkev sv. Matije. V okolici je zakrasel vrtačast svet, porasel z bukovimi in smrekovimi gozdovi, med katerimi na zahodnih obronkih Radohe (Peščenik, 846 m) v semiški občini leži vas Gornje Laze. 
Do 2. svetovne vojne so na Lazah živeli večinoma Kočevarji, ki so se pozno jeseni leta 1941, razen treh družin, izselili. V izpraznjene hiše so se naselili ljudje iz raznih dolenjskih krajev, največ jih je pribežalo iz Radohe, potem ko so jo 1942. leta požgali Italijani.